# Koning Willem I College

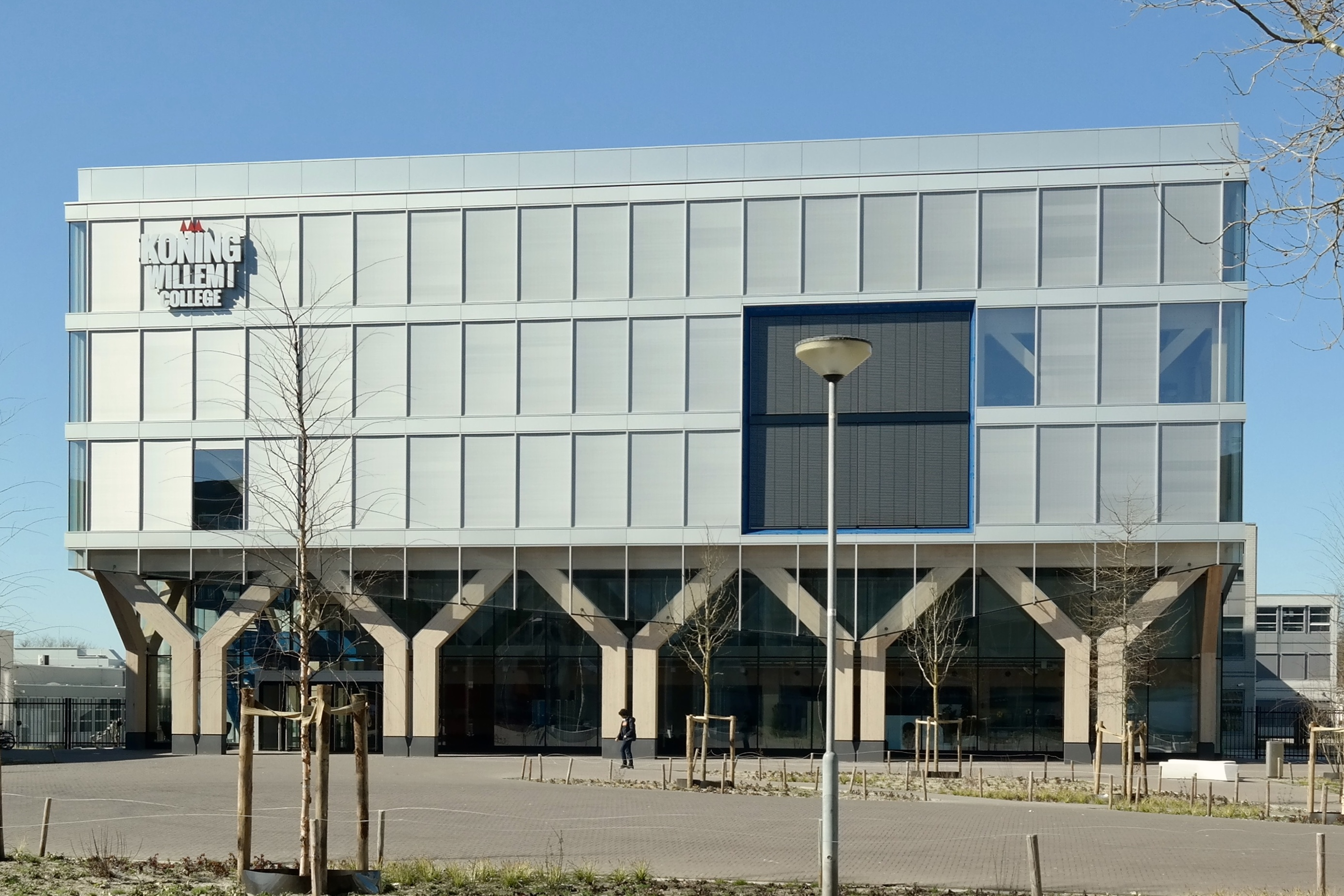
Koning Willem I College, locatie Onderwijsboulevard in 's-Hertogenbosch

Het Koning Willem I College is een ROC in 's-Hertogenbosch, dat zich richt op MBO. De school is vernoemd naar koning Willem I der Nederlanden. De school heeft in 's-Hertogenbosch twee grotere locaties, te weten de voormalige Koning Willem I Kazerne aan de Vlijmenseweg en aan de Onderwijsboulevard. Verbonden aan het college is School voor de Toekomst, ontmoetingscentrum en trainingscentrum voor medewerkers van het college. Daarnaast fungeert de School voor de Toekomst als een laboratorium voor onderwijsinnovatie. 
Het Koning Willem I College had een campus aan de Glorieuxlaan in Vught, waar de opleiding gezondheidszorg huisde, maar deze is met ingang van 1 januari 2009 verhuisd naar de Vlijmenseweg.
Per 1 augustus 2022 zijn vier locaties van ROC De Leijgraaf samen gegaan met het KW1C onder de naam Koning Willem I College. Die locaties zijn in Oss (2), Veghel, Uden en Cuijk.

## Vestigingslocaties
Het Koning Willem I College is naast de locaties op de Onderwijsboulevard en de Vlijmenseweg ook gevestigd op de volgende locaties:
- Marathonloop 11, 's-Hertogenbosch (FlikFlak op de Maaspoort)
- Weidonklaan 99-100, 's-Hertogenbosch
- Meester Vrienstaat 2, Rosmalen
- De Kleine Elst 11, Rosmalen
- Rietveldenweg 22, 's-Hertogenbosch
- Stadionlaan 53, 's-Hertogenbosch
- Ringbaan-Oost 8-17, Tilburg
- Jacob van Maerlantstraat 4, 's-Hertogenbosch
- Euterpelaan 100, Oss
- Nelson Mandelaboulevard 4, Oss
- Udenseweg 2, Uden
- Muntelaar 10, Veghel
- Jan van Cuijkstraat 52, Cuijk